# 8558 Hack
8558 Hack este un asteroid din centura principală de asteroizi.

## Descriere
8558 Hack este un asteroid din centura principală de asteroizi. A fost descoperit pe 1 august 1995 la San Marcello Pistoiese de Luciano Tesi și Andrea Boattini. Asteroidul prezintă o orbită caracterizată de o semiaxă mare de 3,12 ua, o excentricitate de 0,22 și o înclinație de 0,3° în raport cu ecliptica.